# ヨハン・アンマン
ヨハン・アンマン（Johann Amman、Johannes Amman、ロシア語: Иоганн Амман、1707年12月22日 - 1741年12月14日）は、スイス生まれで、ロシア帝国で働いた植物学者である。1739年に東ヨーロッパや現在のウクライナの植物図譜 "Stirpium Rariorum in Imperio Rutheno Sponte Provenientium Icones et Descriptiones"を編集した。
シャフハウゼンで生まれた。オランダのライデン大学でヘルマン・ブールハーフェのもとで、医学を学んだ。1729年に医学の学位を得たあと、イギリスの博物学者、植物収集家のハンス・スローンの収集品の研究・整理のために働いた。1731年に王立協会の会員に選ばれた。ヨハン・グメリン（Johann Georg Gmelin）の勧めで、ロシアのサンクトペテルブルクに赴き、ロシア科学アカデミーの会員になった。興味深い植物をスローンに送り、1736年から1740年の間にはカール・フォン・リンネと、頻繁に連絡を取り合った。
1735年にサンクトペテルブルクのワシリエフスキー島に植物園を設立し、1739年にサンクトペテルブルクの宮廷司書館の娘と結婚し、1740年からロシア科学アカデミーの植物学の教授を務めた。サンクトペテルブルクで没した。
1739年の著書、"Stirpium Rariorum in Imperio Rutheno Sponte Provenientium Icones et Descriptiones"は植物285種の図を含む、植物図譜で、図版はスイス生まれのイタリアの版画家、Philipp Georg MattarnovyやロシアのFilippo Giorgio Mattarnoviが製作した。

## Icones et Descriptionesの図版

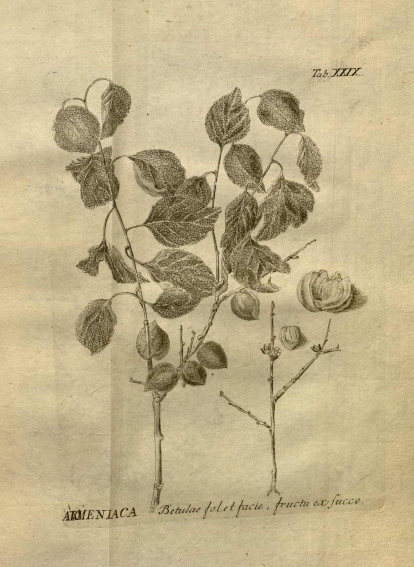
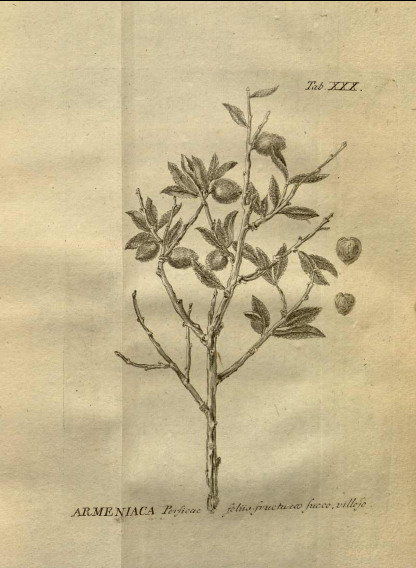
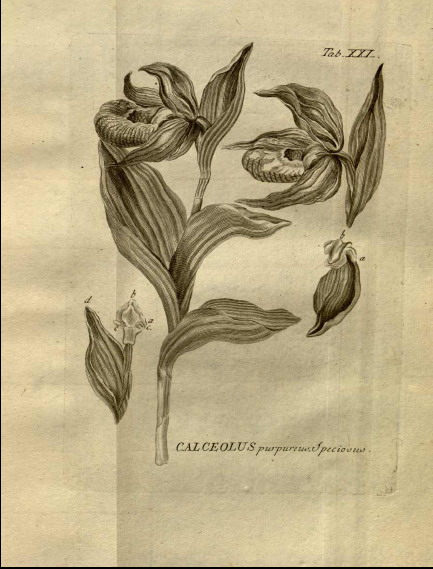
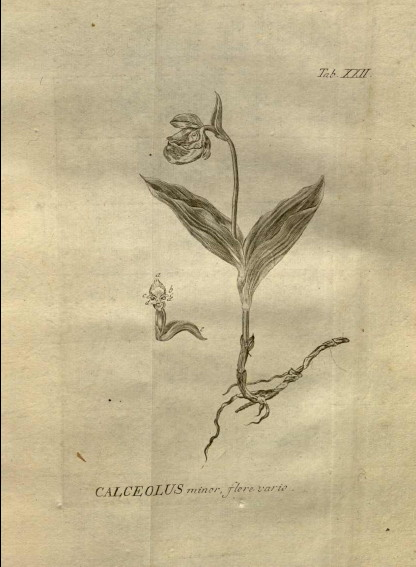
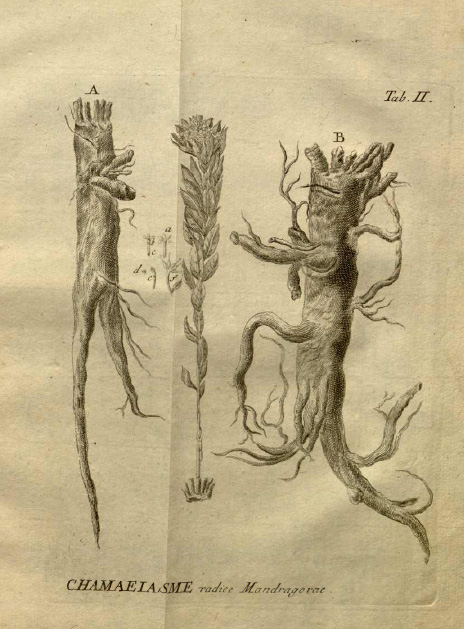